# ۴۵۰ (قمری)
۴۵۰ (قمری)، چهارصد و پنجاهمین سال در گاهشماری هجری قمری است. اول محرم این سال برابر با ششم مارس سال ۱۰۵۸ میلادی است.